# Jagdgeschwader 54
A Jagdgeschwader 54 "Grünherz" foi uma unidade aérea da Luftwaffe que operou durante a Segunda Guerra Mundial. Esta unidade foi uma das mais bem sucedidas durante a guerra, tendo os seus pilotos destruído mais de 9500 aeronaves inimigas, o que fez com que nesta unidade se formassem mais de 100 ases da aviação. Uma unidade de caças, operou aviões Bf 109 e Fw 190.

## Geschwaderkommodoren
- Major Martin Mettig 1 de fevereiro de 1940 - 25 de agosto de 1940[3]
- Obstlt Hannes Trautloft 25 de agosto de 1940 - 5 de julho de 1943[3]
- Major Hubertus von Bonin 6 de julho de 1943 - 15 de dezembro de 1943[3]
- Obstlt Anton Mader 28 de janeiro de 1944 - setembro de 1944[3]
- Oberst Dietrich Hrabak 1 de outubro de 1944 - 8 de maio de 1945[3]

## Stab
Formado em 1 de fevereiro de 1940 em Böblingen.

## I. Gruppe

### Gruppenkommandeure
- Major Rudolf Stoltenhoff 1 de maio de 1939 - 15 de maio de 1939
- Major Hans-Jürgen von Cramon-Traubadel  13 de setembro de 1939 - 31 de dezembro de 1939
- Hptm Hubertus von Bonin  1 de janeiro de 1940 - 1 de julho de 1941
- Hptm Erich von Selle  2 de julho de 1941 - 20 de dezembro de 1941
- Hptm Franz Eckerle  20 de dezembro de 1941 - 14 de fevereiro de 1942
- Hptm Hans Philipp  17 de fevereiro de 1942 - 1 de abril de 1943
- Major Reinhard Seiler  15 de abril de 1943 - 6 de julho de 1943
- Major Gerhard Homuth  1 de agosto de 1943 - 3 de agosto de 1943
- Hptm Walter Nowotny 10 de agosto de 1943 - 4 de fevereiro de 1944
- Hptm Horst Ademeit  4 de fevereiro de 1944 - 8 de agosto de 1944
- Hptm Franz Eisenach  9 de agosto de 1944 - 8 de maio de 1945

Formado em 1 de maio de 1939 em Herzogenaurach a partir do I./JG 333 com:
- Stab I./JG54 a partir do Stab I./JG333
- 1./JG54 a partir do 1./JG333
- 2./JG54 a partir do 2./JG333
- 3./JG54 a partir do 3./JG333

Em 15 de maio de 1939 foi redesignado II./ZG 1:
- Stab I./JG54 se tornou Stab II./ZG1
- 1./JG54 se tornou 4./ZG1
- 2./JG54 se tornou 5./ZG1
- 3./JG54 se tornou 6./ZG1

Reformado em 13 de setembro de 1939 em Herzogenaurach a partir do I./JG 70 com:
- Stab I./JG54 novo
- 1./JG54 a partir do 1./JG70
- 2./JG54 a partir do 2./JG70
- 3./JG54 novo

Em agosto de 1944 o "gruppe" foi reorganizado (2./JG54 se tornou 12./JG54 (anexado ao III. Gruppe a partir de 6.44)):
- 1./JG54 não mudou
- 2./JG54 novo
- 3./JG54 não mudou
- 4./JG54 a partir do 3./KG 2 (outubro de 1944)

## II. Gruppe

### Gruppenkommandeure
- Hptm Richard Kraut  4 de julho de 1940 - 11 de julho de 1940
- Hptm Otto-Hans Winterer  11 de julho de 1940 - 25 de agosto de 1940
- Hptm Dietrich Hrabak  25 de agosto de 1940 - 27 de outubro de 1942
- Major Hans von Hahn  19 de novembro de 1942 - 21 de fevereiro de 1943
- Hptm Heinrich Jung  21 de fevereiro de 1943 - 30 de julho de 1943
- Hptm Erich Rudorffer  1 de Agsoto de 1943 - fevereiro de 1945
- Hptm Herbert Findeisen fevereiro de 1945 - maio de 1945

Formado em 4 de julho de 1940 em Vlissingen a partir do I./JG 76 com:
Stab II./JG54 a partir do Stab I./JG76
4./JG54 a partir do 1./JG76
5./JG54 a partir do 2./JG76
6./JG54a partir do 3./JG76
O 4./JG54 foi anexado ao III./JG54 a partir de fevereiro de 1943 - junho de 1944. Em agosto de 1944 foi adicionado ao 4 staffeln (4./JG 54 se tornou 15./JG54, e 6./JG 54 se tornou 16./JG 54):
- 5./JG54 não mudou
- 6./JG54 novo (10.44)
- 7./JG54 novo (10.44)
- 8./JG54 a partir do 4./KG 2

## III. Gruppe

### Gruppenkommandeure
- Hptm Fritz Ultsch 6 de junho de 1940 - 5 de setembro de 1940
- Olt Günther Scholz  5 de setembro de 1940 - outubro de 1940
- Olt Hans Ekkehard Bob outubro de 1940 - novembro de 1940
- Hptm Arnold Lignitz  4 de novembro de 1940 - 30 de setembro de 1941
- Hptm Reinhard Seiler  1 de outubro de 1941 - 15 de abril de 1943
- Hptm Siegfried Schnell maio de 1943 - 1 de fevereiro de 1944
- Olt Rudolf Patzak fevereiro de 1944
- Hptm Rudolf Klemm fevereiro de 1944 - março de 1944
- Hptm Rudolf Sinner março de 1944 - 10 de março de 44
- Major Reinhard Schroer  14 de março de 1944 - 20 de julho de 1944
- Hptm Robert Weiß 21 de julho de 1944 - 29 de dezembro de 1944
- Olt Hans Dortenmann janeiro de 1945
- Olt Wilhelm Heilmann janeiro de 1945
- Major Rudolf Klemm  fevereiro de 1945 - 17 de abril de 1945

Formado em 6 de julho de 1940 em Jesau a partir do I./JG21 com:
- Stab III./JG54 from Stab I./JG21
- 7./JG54 from 1./JG21
- 8./JG54 from 2./JG21
- 9./JG54 from 3./JG21

O 4./JG54 foi anexado ao Gruppe de fevereiro de 1943 até junho de 1944 e o 2./JG54 foi anexado ao Gruppe a partir de junho de 1944, sendo após renomeado 12./JG54 em 10 de agosto de 1944 em Oldenburg. Em 10 de agosto de 1944 foi adicionado ao 4 staffeln:
9./JG54 não mudou
10./JG54 a partir do antigo 7./JG54
11./JG54 a partir do antigo 8./JG54
12./JG54 a partir do 2./JG54
Em 25 de fevereiro de 1945 foi redesignado IV./JG 26:
- Stab III./JG54 se tornou Stab IV./JG26
- 9./JG54 se tornou 13./JG26
- 10./JG54 se tornou 14./JG26
- 11./JG54 se tornou 15./JG26
- 12./JG54 se tornou 16./JG26

Foi reformado em 27 de fevereiro de 1945 em Grossenhain a partir do II./ZG76 com:
- Stab III./JG54 a partir do Stab II./ZG76
- 9./JG54 a partir do 4./ZG76
- 10./JG54 a partir do 5./ZG76
- 11./JG54 a partir do 6./ZG76

O gruppe foi dispensado em 5 de abril de 1945.

## IV. Gruppe

### Gruppenkommandeure
- Hptm Erich Rudorffer julho de 1943 - 30 de julho de 1943
- Hptm Rudolf Sinner  30 de julho de 1943 - fevereiro de 1944
- Hptm Siegfried Schnell  11 de fevereiro de 1944 - 25 de fevereiro de 1944
- Hptm Gerhard Koall  março de 1944 - maio de 1944
- Maj Wolfgang Späte  maio de 1944 - 30 de setembro de 1944
- Hptm Rudolf Klemm  1 de outubro de 1944 - fevereiro de 1945
- Hptm Fritz-Karl Schloßstein  março de 1945 - abril de 1945

Formado em julho de 1943 em Jesau a partir de partes do 4./JG54 com:
- Stab IV./JG54 novo
- 10./JG54 novo
- 11./JG54 novo
- 12./JG54 novo

Reorganizado em agosto de 1944 (o antigo 12./JG54 se tornou parte do III./JG54):
- 13./JG54 a partir do antigo 10./JG54
- 14./JG54 a partir do antigo 11./JG54
- 15./JG54 a partir do 4./JG54
- 16./JG54 a partir do 6./JG54

Em 7 de fevereiro de 1945 foi redesignado II./[[JagdgeschwaderJG7:
- Stab IV./JG54 se tornou Stab II./JG7
- 13./JG54 se tornou 5./JG7
- 14./JG54 se tornou 6./JG7
- 15./JG54 se tornou 7./JG7
- 16./JG54 se tornou 8./JG7

## Ergänzungsgruppe

### Gruppenkommandeure
- Olt Helmut Zilken, 28 de setembro de 1940 - 9 de outubro de 1940
- Hptm Leo Eggers, 10 de outubro de 1940 - 9 de março de 1942

Formado em outubro de 1940 em Bergen-am-Zee como Erg.Sta./JG54. Em fevereiro de 1941 acrescentado ao Erg.Gruppe/JG54 com:
- Stab of Ergänzungsgruppe/JG54 novo
- 1. Einsatzstaffel/JG54 novo
- 2. Ausbildungsstaffel/JG54 a partir do Erg.Sta./JG54

Stab Erg.Gruppe/JG54 foi dispensado em janeiro de 1942, 2. Ausbildungsstaffel/JG54 se tornou 3./EJGr.Ost, mas o 1. Einsatzstaffel/JG54 permaneceu até 9 de março de 1942, quando este foi dispensado.

## 10.(Jabo)/JG54
Formado em 17 de fevereiro de 1943 em St. Omer-Wizernes a partir do 10.(Jabo)/JG 26. No dia 15 de abril de 1943 foi redesignado 14./SKG 10.

## Lista dos Recebedores da Cruz de Ferro da JG 54
A seguir esta a lista dos recebedores da Cruz de Ferro da JG 54
| Nome                      | Cruz de Ferro           | Folhas de Carvalho      | Espadas                | Diamantes            |
| ------------------------- | ----------------------- | ----------------------- | ---------------------- | -------------------- |
| Hrabak, Dietrich          | 21 de outubro de 1940   | 25 de novembro de 1943} |                        |                      |
| Philipp, Hans             | 22 de outubro de 1940   | 24 de agosto de 1941    | 12 de março de 1942    |                      |
| Lignitz, Arnold           | 5 de novembro de 1940   |                         |                        |                      |
| Bob, Hans-Ekkehard        | 7 de Março de 1941      |                         |                        |                      |
| Rudorffer, Erich          | 1 de maio de 1941       | 11 de abril de 1944     | 26 de janeiro de 1945  |                      |
| Trautloft, Hannes         | 27 de julho de 1941     |                         |                        |                      |
| Mütherich, Hubert         | 6 de agosto de 1941     |                         |                        |                      |
| Pöhs, Josef               | 6 de agosto de 1941     |                         |                        |                      |
| Ostermann, Max-Hellmuth   | 4 de setembro de 1941   | 12 de março de 1942     | 17 de maio de 1942     |                      |
| Eckerle, Franz            | 28 de setembro de 1941  | 12 de março de 1942*    |                        |                      |
| Späte, Wolfgang           | 5 de outubro de 1941    | 23 de abril de 1942     |                        |                      |
| Seiler, Reinhard          | 20 de dezembro de 1941  | 2 de março de 1944      |                        |                      |
| Kempf, Karl               | 4 de fevereiro de 1942  |                         |                        |                      |
| Beißwenger, Hans          | 9 de Mio de 1942        | 3 de outubro de 1942    |                        |                      |
| Hannig, Horst             | 9 de maio de 1942       | 3 de janeiro de 1944*   |                        |                      |
| Stotz, Max                | 19 de junho de 1942     | 30 de outubro de 1942   |                        |                      |
| Wandel, Joachim           | 21 de agosto de 1942    |                         |                        |                      |
| Nowotny, Walter           | 4 de setembro de 1942   | 5 de setembro de 1943   | 22 de setembro de 1943 | 9 de outubro de 1943 |
| Sattig, Carl              | 19 de setembro de 1942* |                         |                        |                      |
| Schilling, Wilhelm        | 10 de outubro de 1942   |                         |                        |                      |
| Siegler, Peter            | 3 de novembro de 1942*  |                         |                        |                      |
| Heyer, Hans-Joachim       | 25 de novembro de 1942* |                         |                        |                      |
| Götz, Hans                | 23 de dezembro de 1942  |                         |                        |                      |
| Zweigart, Eugen-Ludwig    | 22 de janeiro de 1943   |                         |                        |                      |
| Rupp, Friedrich           | 24 de janeiro de 1943   |                         |                        |                      |
| Broennle, Herbert         | 14 de março de 1943     |                         |                        |                      |
| Fink, Günter              | 14 de março de 1943     |                         |                        |                      |
| Ademeit, Horst            | 1 de maio de 1943       | 2 de março de 1944      |                        |                      |
| Kittel, Otto              | 29 de outubro de 1943   | 1 de abril de 1944      | 25 de novembro de 1944 |                      |
| Jung, Heinrich            | 12 de novembro de 1943* |                         |                        |                      |
| Lang, Emil                | 22 de novembro de 1943  | 11 de abril de 1944     |                        |                      |
| Wolf, Albin               | 22 de novembro de 1943  | 27 de abril de 1944*    |                        |                      |
| Sterr, Heinrich           | 5 de dezembro de 1943   |                         |                        |                      |
| Scheel, Günther           | 5 de dezembro de 1943*  |                         |                        |                      |
| Loos, Gerhard             | 5 de fevereiro de 1944  |                         |                        |                      |
| Döbele, Anton             | 26 de março de 1944*    |                         |                        |                      |
| Philipp, Wilhelm          | 26 de março de 1944     |                         |                        |                      |
| Weiß, Robert              | 26 de março de 1944     | 12 de março de 1945*    |                        |                      |
| Tegtmeier, Fritz          | 28 de março de 1944     |                         |                        |                      |
| Teumer, Alfred            | 19 de agosto de 1944    |                         |                        |                      |
| Brandt, Paul              | 5 de setembro de 1944   |                         |                        |                      |
| Rademacher, Rudolf        | 30 de setembro de 1944  |                         |                        |                      |
| Wernicke, Heinz           | 30 de setembro de 1944  |                         |                        |                      |
| Grollmus, Helmut          | 6 de outubro de 1944*   |                         |                        |                      |
| Eisenach, Franz           | 10 de outubro de 1944   |                         |                        |                      |
| Koall, Gerhard            | 10 de outubro de 1944   |                         |                        |                      |
| Mißner, Helmut            | 10 de outubro de 1944*  |                         |                        |                      |
| Wernitz, Ulrich           | 29 de outubro de 1944   |                         |                        |                      |
| Klemm, Rudolf             | 18 de novembro de 1944  |                         |                        |                      |
| Thyben, Gerhard           | 6 de dezembro de 1944   | 8 de abril de 1945      |                        |                      |
| Wöhnert, Ulrich           | 6 de dezembro de 1944   |                         |                        |                      |
| Hoffmann, Reinhold        | 28 de janeiro de 1945*  |                         |                        |                      |
| Schleinhege, Hermann      | 28 de janeiro de 1945   |                         |                        |                      |
| Broch, Hugo               | 12 de março de 1945     |                         |                        |                      |
| Kroschinski, Hans-Joachim | 17 de abril de 1945     |                         |                        |                      |